# Mansio

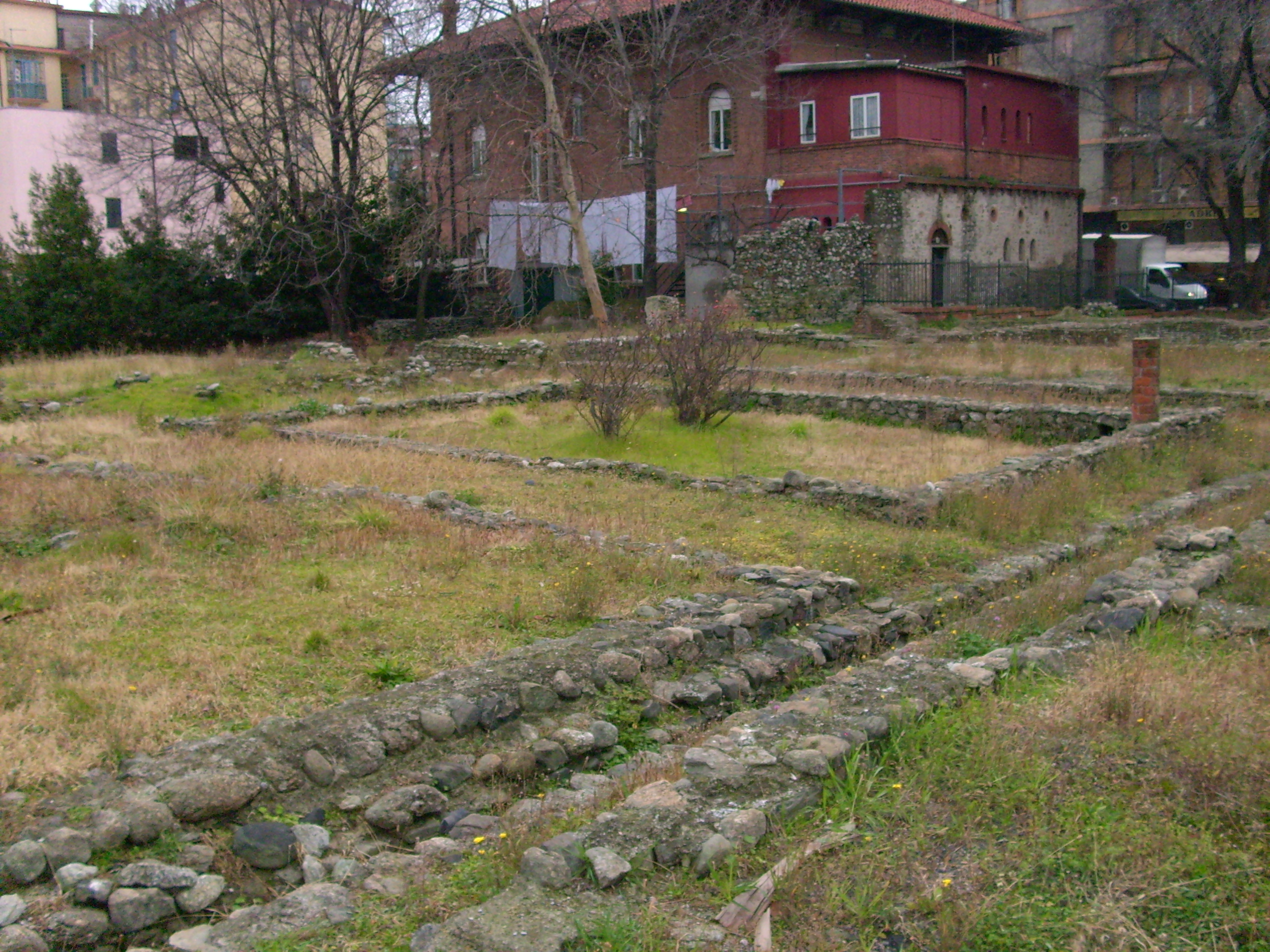
Vestiges d'une mansio à Albisola Superiore, Savone, Ligurie, Italie.

Une mansio (pluriel : mansiones) est un gîte d’étape situé le long d’une voie romaine à l’époque de l'Empire romain. Le terme dérive du verbe manere, signifiant « s’arrêter, rester ».
Gérées par l’administration centrale, les mansiones étaient mises à la disposition des dignitaires et des officiels. Le but de ses structures était de garantir aux voyageurs officiels un service confortable dans un établissement destiné au repos. La mansio était sous la direction d’un officier dit mansionarius.
Sur les routes romaines, la distance entre deux mansiones était d'environ 30 à 45 km. Dans l'intermédiaire, on trouvait trois mutationes, petits relais separés par une distance de 10 à 15 km.

## Origine et évolution
Les grandes voies de communications terrestres, construites d’abord dans l’empire perse, étaient jalonnées de haltes chaque 15 ou 18 mille pas, distance correspondant à un jour de voyage, et aménagées de caravansérails ou khan comme on en trouve encore en Orient. Les Grecs les nommèrent κατάλυσεως (« structures pour l’accueil nocturne ») et καταγωγαί. Selon Hérodote, il y en avait 111 sur la route de Sardes en Asie Mineure, à Suse (Élam), en Perse.

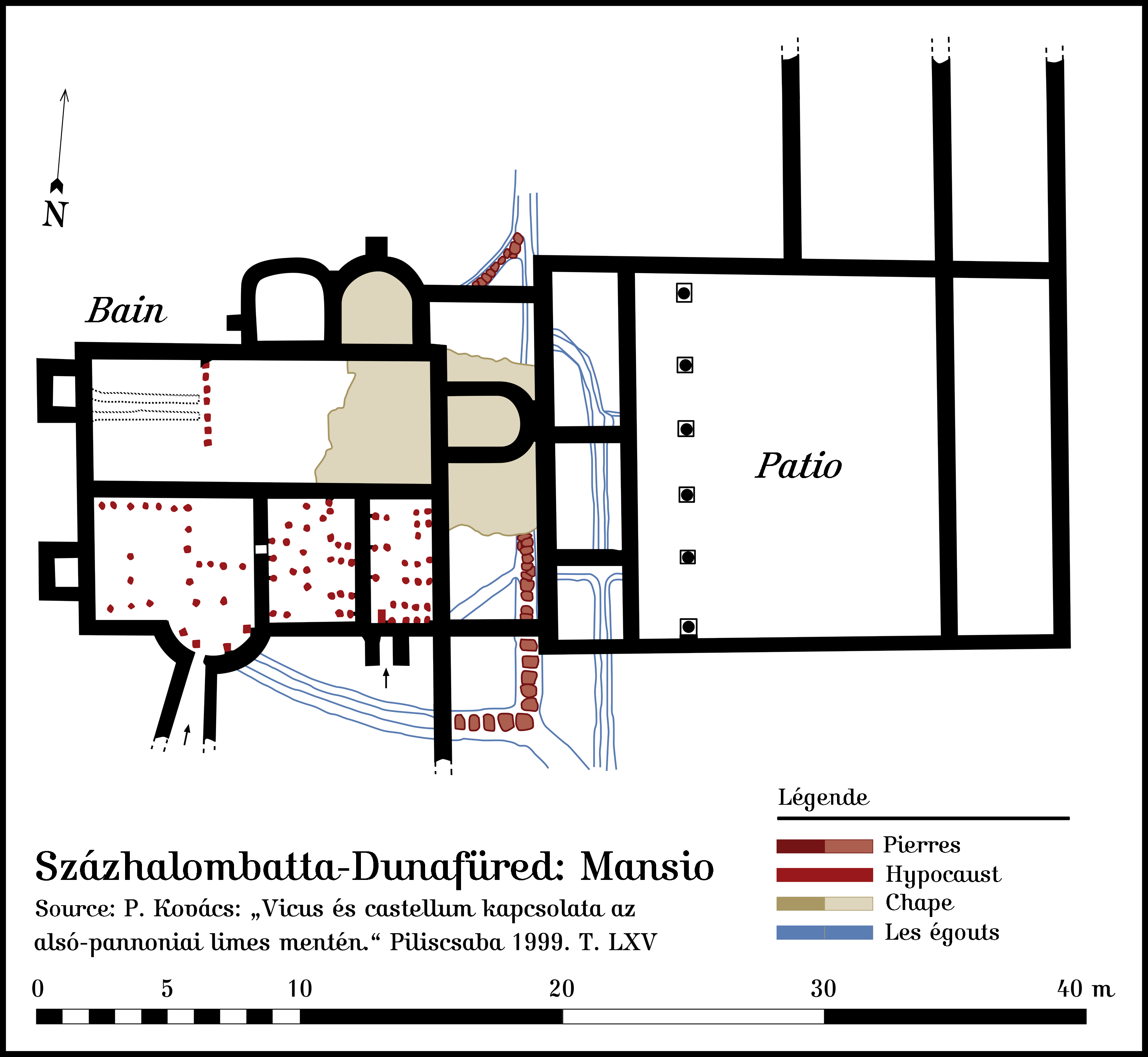
Vicus du fort Százhalombatta-Dunafüred (Matrica, Hongrie) : mansio.

À l’origine, les mansiones étaient appelées castra, étant probablement de simples lieux de campement refermés par des tranchées de terre. Avec le temps, elles deviennent non seulement des casernes et des dépôts de provisions (horrea) pour les légions, mais aussi de grands édifices pour l’accueil des voyageurs de haut rang. Dans ces endroits, les cisiarii proposaient à la location ou pour porter à destination des dépêches gouvernementales des chars à deux roues (cisia) ou à quatre roues (essea).

## Alternatives
Pour satisfaire les autres équipages de voyageurs, d’autres formes d’hébergement de nature privée se développèrent :
- les cauponæ accueillaient les voyageurs ordinaires. De qualité inférieure aux mansiones, elles étaient souvent douteuses et mal famées ;
- d’une qualité d’accueil supérieure, les tabernæ (auberges) étaient destinées à une clientèle patricienne. Avec l’expansion de l‘empire romain, elles se diffusèrent aussi, mais  toutes n’étaient pas de bonne réputation. Une des meilleures auberges était la Tabernæ Caediciæ à Sinuessa sur la via Appia. Elle offrait un grand choix de marchandises avec outres de vins, fromages et jambons [réf. souhaitée] ;
- les mutationes (en grec : ἀλλαγαί) étaient des postes de relais destinés aux véhicules et aux animaux. On pouvait y louer les services des charretiers, maréchaux-ferrants  et des equarii medici (vétérinaires). L’empereur Tibère utilisant ces haltes pour un relais de char réussit à couvrir en seulement 24 heures les 500 milles séparant l'Illyrie (côte est de l'Adriatique) de Mogontiacum (Mayence) où son frère Nero Claudius Drusus agonisait de la gangrène à la suite d'une chute de cheval.

## Littérature
L'Anonyme de Bordeaux, ou Itinerarium burdigalense est un itinéraire datant de Constantin Ier. Il mentionne dans l’ordre les mansiones de Bordeaux à Jérusalem avec les mutationes intermédiaires, et autres sites importants : civitates, vici et castella. Les distances entre lieux consécutifs sont données en lieues gauloises jusqu'à Toulouse puis en milles romains. Contrairement aux autres itinéraires ou autres éléments d'époque qui n'indiquaient que les mansiones, cet anonyme a relevé toutes les mutationes de l'itinéraire permettant de retrouver ainsi nombre de lieux de l'Antiquité.